# Vlag van Montserrado

Vlag van Montserrado

De vlag van Montserrado, een county van Liberia, bestaat net als alle veertien andere Liberiaanse vlaggen met de nationale vlag van Liberia in het kanton. De vlag is, net als alle andere vlaggen, verleend door toenmalig president William Tubman, bij gelegenheid van zijn 70e verjaardag, op 29 november 1965.
De symboliek van de vlag is: Oude en nieuwe culturen (blauw en rood) ontmoetten elkaar op het Providence Island.